# Belas Knap
Belas Knap est un tumulus du néolithique situé sur Cleeve Hill, près de Cheltenham et de Winchcombe dans le Gloucestershire, en Angleterre.

## Source de la traductions
- (en) Cet article est partiellement ou en totalité issu de l’article de Wikipédia en anglais intitulé « Belas Knap » (voir la liste des auteurs).